# Fains-la-Folie
Fains-la-Folie ist eine Ortschaft und eine ehemalige französische Gemeinde mit 360 Einwohnern (Stand: 1. Januar 2022) im Département Eure-et-Loir in der Region Centre-Val de Loire.
Mit Wirkung vom 1. Januar 2016 wurden die bisherigen Gemeinden Baignolet, Viabon, Fains-la-Folie und Germignonville zu einer Commune nouvelle mit dem Namen Eole-en-Beauce zusammengeschlossen und verfügen in der neuen Gemeinde über den Status einer Commune déléguée. Der Verwaltungssitz befindet sich im Ort Viabon.

## Lage
Nachbarorte von Fains-la-Folie sind Villeau im Nordwesten, Voves im Nordosten, Viabon im Osten, Baignolet im Süden, Sancheville im Südwesten und Neuvy-en-Dunois im Westen.

## Bevölkerungsentwicklung
| Jahr      | 1962 | 1968 | 1975 | 1982 | 1990 | 1999 | 2008 | 2015 |
| --------- | ---- | ---- | ---- | ---- | ---- | ---- | ---- | ---- |
| Einwohner | 384  | 355  | 282  | 281  | 286  | 264  | 325  | 326  |

## Sehenswürdigkeiten
- Schloss Fains-la-Folie
- Kirche Saint-Jacques de la Folie-Herbault, seit 1905 Monument historique

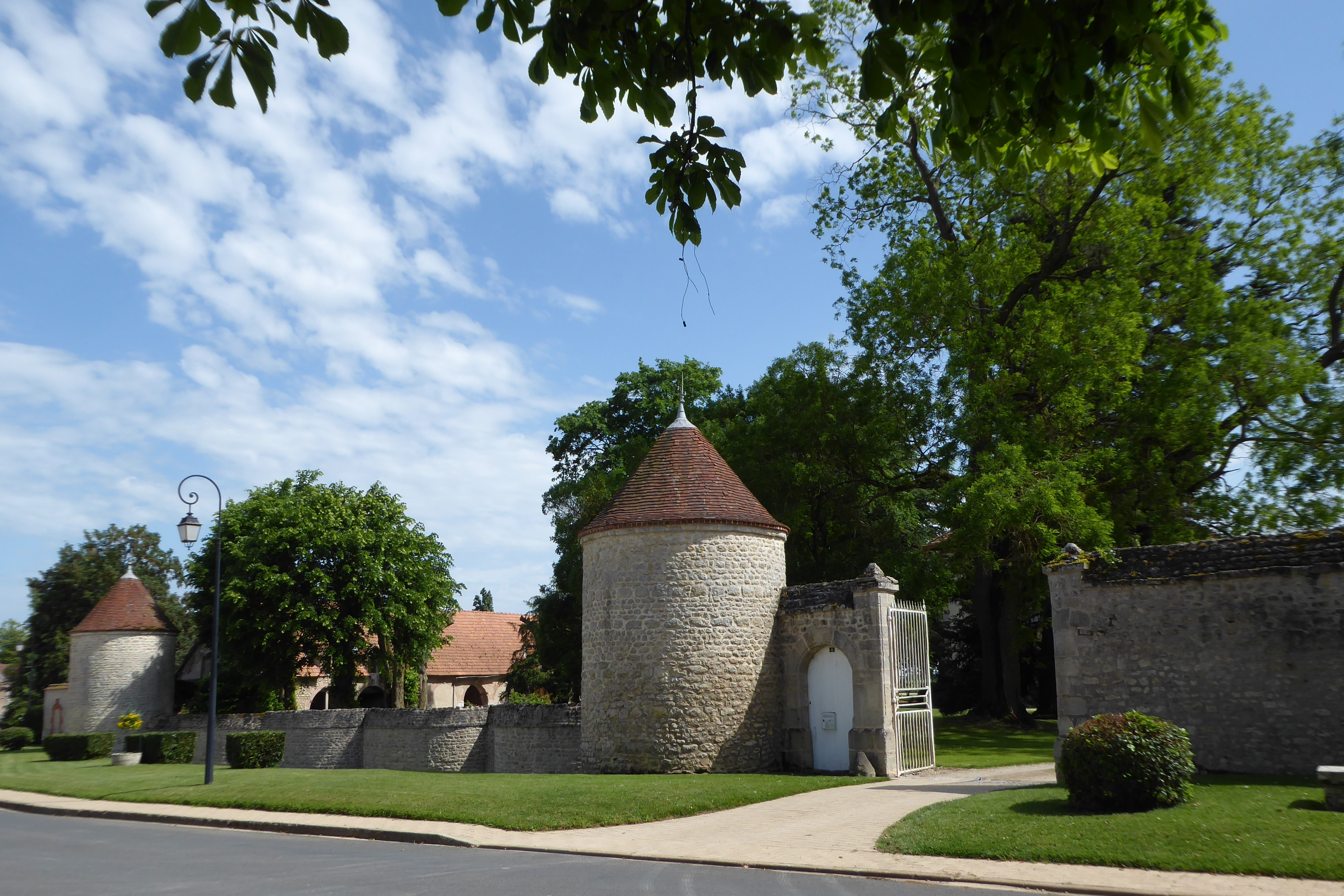
Schloss von Fains-la-Folie